# Hải quân Trừ bị Hoa Kỳ
Hải quân Trừ bị Hoa Kỳ (tiếng Anh:United States Navy Reserve cho đến năm 2005 còn có tên là United States Naval Reserve) là thành phần trừ bị của Hải quân Hoa Kỳ. Thành viên của Hải quân Trừ bị ghi danh với các cơ quan tuyển mộ trừ bị trong đó có Tuyển mộ Trừ bị (SELRES), Trừ bị Sẵn sàng (IRR), Hỗ trợ Toàn thời gian (FTS) hay chương trình trừ bị dành cho các quân nhân đã về hưu "Retired Reserve". Những thủy thủ được chọn từ cơ quan SELRES thường tập luyện hai ngày cuối tuần trong 1 tháng và hai tuần huấn luyện hàng năm trong một năm nhưng có thể huấn luyện nhiều hơn trong thời chiến hay lúc có khủng hoảng quốc gia. FTS mặc quân phục lúc làm việc suốt năm và cung ứng sự hỗ trợ về mặc hành chính cho SELRES và hỗ trợ hoạt động cho Hải quân Hoa Kỳ. IRR không tập luyện hay huấn luyện thường xuyên nhưng có thể được gọi phục vụ khi có lệnh tổng động viên (cần có lệnh từ Tổng thống Hoa Kỳ). Sứ mệnh của Hải quân Trừ bị là cung cấp chiều sâu chiến lược và những khả năng tác chiến cho lực lượng Hải quân và Thủy quân lục chiến Hoa Kỳ, và cho các lực lượng hỗn hợp liên quân trong phạm vi toàn bộ các chiến dịch từ thời bình đến thời chiến.
Các thủy thủ trừ bị phải phục vụ khi được gọi hay được tổng động viên vì đó là quy định và cam kết mà họ đã ký khi ghi danh vào chương trình trừ bị.
Sau vụ tấn công 11 tháng 9 năm 2001, các quân nhân trừ bị đã được tổng động viên để hỗ trợ các chiến dịch tác chiến. Cuộc chiến chống khủng bố đã chứng kiến sự hoạt động của một phi đoàn trừ bị đó là VFA-201 Hunters gồm các phi cơ F/A-18 Hornet triển khai trên hàng không mẫu hạm USS Theodore Roosevelt (CVN-71). Ngoài ra có hơn 52.000 quân nhân trừ bị hải quân đã được tổng động viên và khai triển để phục vụ tại Iraq và Afghanistan trong đó có khoảng 8.000 quân nhân hải quân đã phục vụ đến hai lượt tác chiến. Họ đã phục vụ bên cạnh lục quân, thủy quân lục chiến, không quân và các nhân sự khác từ các quốc gia khác, tiến hành các sứ mệnh như chống các bom mìn cải tiến nguy hiểm, xây dựng các căn cứ quân sự, hộ tống các đoàn quân xa bộ binh, điều hành những bệnh viện, phân tích tin tình báo, canh gác các tù nhân, kiểm soát quan thuế cho các đơn vị trở về sau khi phục vụ.
Hải quân trừ bị có khoảng 66.700 (55.600 thuộc SELRES và 11.100 thuộc FTS) sĩ quan, hạ sĩ quan và binh sĩ phục vụ trong các tiểu bang và lãnh thổ cũng như ở ngoại quốc. Có thêm khoảng 50.000 thành viên thuộc IRR.